# Еверетт Пітер Грінберг
Еверетт Пітер Грінберг (англ. Everett Peter Greenberg, нар. 7 листопада 1948) — американський учений. Праці переважно з мікробіології. Здобув популярність як дослідник відчуття кворуму у бактерій. Піонер наукового напряму соціомікробіології

## Кар'єра
В 1977 році здобув ступінь доктора філософії З 2005 року працює в Вашингтонському університеті.

## Дослідження
До досліджень Грінберга, зв'язок між бактеріями здебільшого не визнавали мікробіологи; кожна бактерія розглядалася як окрема клітина з незалежною від інших поведінкою. Дослідження описали механізм взаємодії бактерій одна з одною. В 1994 році спільно з колегами запропонував термін «відчуття кворуму», процес зв'язку між бактеріями. На червень 2015 він професор Вашингтонського університету, і його лабораторія проводить дослідження у напрямках «відчуття кворуму» та біоплівок.

## Визнання та нагороди
- 1989: член Американської асоціації сприяння розвитку науки[6]
- 2002: член Американської академії мистецтв і наук[7].
- 2004: член Національної академії наук США[8]
- 2015: Премія Шао разом з Бонні Басслер[9]
- 2022: Clarivate Citation Laureates[10]